# Pierre-Sulpice-Christophe Faverge
Le bienheureux Pierre-Sulpice-Christophe Faverge (en religion Frère Roger) est un religieux catholique français, né le 25 juillet 1745 à Orléans et mort le 12 septembre 1794 sur les pontons de Rochefort.

## Biographie
Directeur de la maison des Frères des écoles chrétiennes de Moulins, il est déporté sur les pontons de Rochefort.
Il est béatifié par Jean-Paul II le 1er octobre 1995.

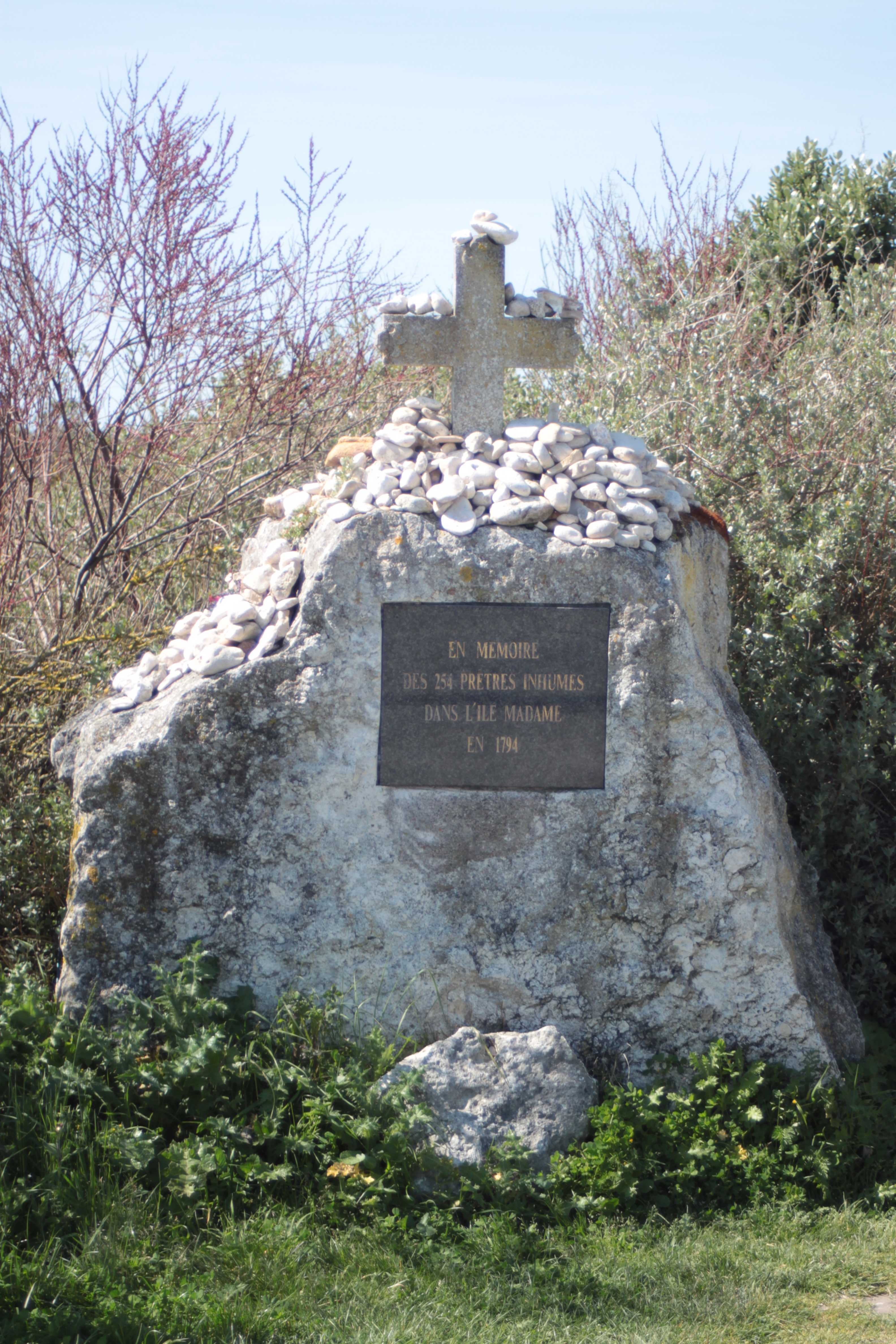
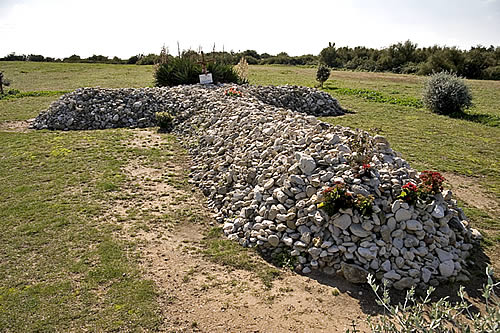

## Sources
- abbé Yves Blomme, Les Prêtres déportés sur les Pontons de Rochefort, Éditions Bordessoules, 1994.  (ISBN 9782903504649)